# Escudo de la República Socialista Soviética de Moldavia
El emblema estatal de la República Socialista Soviética de Moldavia fue adoptado el 10 de febrero de 1941 por el gobierno de la RSS de Moldavia, hasta el 27 de agosto de 1991. Está basado en el emblema nacional de la URSS.

## Descripción
El emblema está compuesto por un sol naciente, que representa el futuro del pueblo moldavo, abrazados por dos haces de trigo, maíz, uvas y tréboles (que representan la agricultura) rodeados por una cinta roja que lleva el lema de la Unión Soviética, «¡Proletarios de todos los países, uníos!», escrito en ruso (Пролетарии всех стран, соединяйтесь!, romanizado: Stran Proletarii vsekh, soyedinyaytes!) y en moldavo (Proletari din toate ţările, uniţi-vă!). Debajo del sol naciente, se encuentra las iniciales <<PCCM>> ("RSSM" en moldavo). La hoz y el martillo (símbolos soviéticos) se encuentran encima del sol naciente, mientras que la estrella roja (simbolizando el "socialismo en los cinco continentes") se encuentra en la parte superior del emblema.

## Historia
En moldavo. inicialmente era "Пролетарь дин тоате цэриле, униць-вэ!", y a partir de la década de 1950 se dice "Пролетарь дин тоате цэриле, уници-вэ!", ambos traducidos como "Proletari din toate ţările, uniţi-vă!". Las siglas "RSSM" sólo se muestran en moldavo ("РССМ").
El emblema fue reemplazado el 3 de noviembre de 1990 por el actual escudo de armas de Moldavia.
La reconocida República Moldava Pridnestroviana (también conocida como Transnistria) utiliza un emblema de Estado similar.

## Galería

Emblema de la República (1940-1941)
Emblema de la República (1941-1957)
Emblema de la República (1957-1981)
Emblema de la República (1981-1990)